# ワイルド・スピード
『ワイルド・スピード』（原題: The Fast and the Furious）は、2001年公開のアメリカ合衆国映画。ロサンゼルスを舞台にドラッグレース（ゼロヨン）に熱中するストリート・レーサーたちを題材としたカーアクション映画である。当時のアメリカのストリート・レース文化にのっとり、スポーツコンパクトと呼ばれるカテゴリの日本車が数多く登場する。

## あらすじ
アメリカ・ロサンゼルス。高額貨物を乗せた輸送トラックが夜間にホンダ・シビッククーペの改造車の集団の襲撃を受ける事件が多発していた。
車好きの青年ブライアン・スピルナーは、愛車である三菱・エクリプスの改造車のパワー不足に悩み、彼自身が働いているショップのオーナーであるハリーにNOSをねだるも、素人技術では暴発しかねないと釘を刺されてしまう。ブライアンは行きつけのカフェで働くミア・トレットに好意を寄せており、いつもと同じようにカフェでミアに声を掛けていたところ、同じく彼女に好意を寄せるヴィンスと喧嘩になり、仲裁に入ったヴィンスの仲間でミアの兄ドミニク・トレットから警告を受けてしまう。
その日の夜、ブライアンは大金を賭けたストリートレースでドミニクに勝負を挑むも、真っすぐ走らせるにも難儀しNOSを噴射して一時は好位置につくがエンジンブローを起こしてしまう。それでもガッツを見せたことで周囲から認められたブライアンであったが、その直後警察が現れレース会場は混乱に陥る。混乱の最中窮地に陥るドミニクを助け出したブライアンは知らず知らずのうちに敵対している中国系ギャングであるジョニー・トランの縄張りに入ってしまい、銃撃によってエクリプスが炎上・爆発させられてしまう。砂漠でのレース「レース・ウォー」を決着の場とする約束を取り付け、何とか危機を脱する2人。ドミニクは、逃げ遅れた仲間の危機を救出しようとせずに乱痴気騒ぎを続けている仲間と違い自分も捕まる覚悟で助けに向かったブライアンに対して敬意を示すこととなる。
翌日、ブライアンは警察に路上で職務質問の末に拘束される。輸送トラック襲撃事件の捜査本部に連行されたブライアンは、上層部からはトラックの運転手が自衛手段の強化を図っていること、ドミニクがかつてレンチで人を殴った前科があることを聞かされる。ブライアンの正体は、潜入捜査のためにドミニクらに接触したおとり捜査官ブライアン・オコナーだったのだ。その後もドミニクへの接触を続けるブライアンであったが、トヨタ・スープラの改造などを通して友人としての関係を深めていき、さらにはミアとの仲も、ミアのアキュラ・インテグラでデートする等徐々に親密となっていった。
ある日、ブライアンはハリーの店に入った注文が襲撃事件に用いられたものと合致することに気づき、その夜顧客情報から得た手掛かりをもとに注文者のガレージに忍び込むが、脱出したところでヴィンスに昏倒させられドミニクに警官かと問い質される。レース・ウォー参戦にあたって他勢力の車両を調べて回っていたと誤魔化したブライアンは、ドミニクらとともトランのガレージに忍び込むことになるが、そこでトラック襲撃の被害品を見つけるとともにトラン一味の残虐な拷問を目の当たりにすることとなる。その目撃情報をブライアンから伝えられた上層部はトラン一味の検挙に踏み切ろうとするも、ブライアンは情報の不確定性を訴える。しかし、かつてドミニクがレンチで殴りつけた男の写真を見せた上司はドミニクに自制心があるとは思えないとしてブライアンの訴えに耳を貸さない。
一方、ブライアンへの信頼を深めたドミニクは父親の形見であるダッジ・チャージャーを見せ、ストックカーレースに参戦していた父親が同車で事故を起こし焼死したこと、事故死の原因である相手をその気はなかったもののレンチで殴りつけてしまったことでプロのレースに参加する資格を失ったこと、ゼロヨンが生き甲斐でその間だけは他の事を忘れ自由でいられることなどを語るのであった。その夜、ブライアンはミアとのデートに出かける中で上層部からトラン一味の検挙の連絡を受け、翌日一味は次々と検挙される。しかし、捜査を進めるとガレージにあった物品は正規ルートで入手したものだと分かり、一味は保釈され更に上層部は早合点で動いた責任をブライアンに押し付けてしまう。ブライアンは数日以内に真犯人を突き止めるという無理難題を突きつけられる。
やがてスープラの改造を完了させたブライアンは、スープラの改造費をどのように捻出したかを聞き出そうとし、副業をやっているならその仲間に入れてほしいと頼む。するとドミニクからレース・ウォーへの参加を提案されそこで結果を出すよう言われ実際にドミニクの仲間として参加する。レースが進む中、同じくドミニクの仲間であるジェシーが父親のフォルクスワーゲン・ジェッタを賭けてトランと勝負することになってしまう。あえなく敗北し恐れをなして逃げてしまったジェシーに対して、トランはジェッタを取り返すことを要求するとともに警察に通報したのはドミニクだとの思い込みから口論になり、二人は取っ組み合いとなる。
その夜、ドミニクとミアが言い争うのを見掛けたブライアンはミアに自分が警官であることを白状した上で、ミアへの想いは本当であること、トラックの運転手が自衛を強化し始めたことでドミニク達の立場が危うくなることを告げて協力を仰ぐのだった。レティらが不安を抱く中でドミニクらによる襲撃が実行に移されるも、ショットガンを手にしたトラックの運転手の抵抗によってレティの搭乗する車両が横転、ヴィンスの腕にワイヤーが絡まって生命の危機に陥ってしまう。ミアとともにブライアンが現場に到着してヴィンスを救出するが、ドクターヘリを要請する際に思わず本名を名乗ってしまったことで警官であることがバレたブライアンは、ドミニクから距離を置かれてしまうこととなる。
ロサンゼルスに戻ったブライアンは、整備を終えたチャージャーを持ち出してジェシーを探しに行こうとするドミニクと一触即発となる。そこへ不意に戻ってきたジェシーだったが、直後に現れたトラン一味の襲撃により被弾してしまう。ブライアン、ドミニクの2人は連係プレーでトラン一味を追い、やがてブライアンの発砲でトランが倒れたことで抗争は終了する。
そのままチャージャーを駆るドミニクだったが、ブライアンがそれに追いつく。やがておもむろに信号で停止したドミニクは、ここは高校生の頃にドラッグレースを行った通りだと語るのであった。信号が青になった瞬間、レースがスタートする。互いに一歩も譲らず同時に踏切を越えた2人だったが、その直後に現れたトレーラーにドミニクのチャージャーがぶつかり大破。遠くに警察のサイレンが響く中、車を失い観念した表情を浮かべるドミニクに対し、ブライアンは職務よりも友情を優先し自らのスープラのキーを渡すのであった。
その後、バハ・カリフォルニア州にてシボレー・シェベルを駆るドミニクの姿があった。

## 登場人物
ブライアン・オコナー（愛称：ブライアン）
搭乗車種：エクリプス(D3*A)→スープラ(JZA80)
本作の主人公。ロス市警の警察官。トラック襲撃事件の犯人としてドミニク達に目をつけ、彼らを探るためにゼロヨンに参加してドミニクに近付く。身分を隠すためにカー用品ショップで働いている。
潜入の為にドミニク達に近付くが、次第に彼の人間性に惹かれていくと同時に、更にはドムの妹・ミアを本気で愛するようになっていき、友情と職務との狭間で苦悩する。
ドミニク・トレット（愛称：ドム）
搭乗車種：RX-7(FD3S)→初代チャージャー
もう一人の主人公。ゼロヨンレースを取り仕切るだけでなく、自身もレーサーとしてトップクラスの実力を持つ。人を惹きつける不思議なカリスマ性を持ち合わせる。
父親との過去から家族の絆を人一倍大切にしており、妹のミアはもちろんのこと、レティやヴィンスといった仲間も「ファミリー」として大切にしている。
父親の遺した車を自宅の車庫に置いており、少しずつ整備をしていて、いつか走らせることを夢見ている。
レティ・オルティス（愛称：レティ）
搭乗車種：240SX(S14後期)
ドミニクの恋人。車の整備もお手のもので、自身の愛車を改造・整備をこなすだけでなく、レーサーとしての実力も高い。その実力は相手が男であっても正々堂々と戦ってあっさり勝てるほどで、女だからとナメて挑んでくる奴に対しては、完膚なきまでに実力をみせつけて打ち負かす。
ドミニクに近づく女がいると嫉妬心まる出しの挑発で威嚇して追い払う。
ミア・トレット（愛称：ミア）
搭乗車種：インテグラ(DC系)
ドミニクの妹。勤務しているカフェはドミニクたちの溜まり場のようになっている。清楚で美しい容姿から言い寄る男は多いが受け流している。ブライアンからも惚れられているが、ミアのほうもブライアンを密かに気に入っており、次第に打ち解けていく。
カーレースからは距離を置いているものの、レーサーとしての実力はブライアンも驚くほど相当なもの。
ヴィンス
搭乗車種：マキシマ(A32)
ドミニクの昔からの仲間。ミアに惚れており、いきなり現れたブライアンに嫌悪感を抱き何かと突っかかる。更にはブライアンを警官でないかと警戒しドミニクにも警告している。
襲撃中に自衛したトラックの運転手の抵抗により生命に危機が及ぶ程度の重傷を負ってしまい、ドクターヘリで緊急搬送される。
ジェシー
搭乗車種：ジェッタ(3代目、日本名ヴェント)
ドミニクの仲間。父親が刑務所に服役している。気が小さく、集中力がないため、学校でもいじめられ退学になる。しかし、車に関する知識は誰よりも高く、独自のデザインやエンジンの整備図面を引くなどブライアンに｢M.I.Tに入れる｣とまで誉められる。その際、注意欠陥・多動性障害を持っていることをブライアンにカミングアウトしている。
レースウォーではジョニー・トランと車の所有権を賭けてレースをするが敗北してしまい、恐怖心から逃げ出してしまう。その後ロサンゼルスに戻ってくるが、直後にトラン一味の銃撃に遭い被弾してしまう。
レオン
搭乗車種：スカイライン(BCNR33 GT-R)
ジェシーと同じくドミニクの仲間。当初はヴィンス同様にブライアンを嫌っていたものの、ドミニクが彼を受け入れてからは仲間として認めるようになる。
主に警察無線の傍受を担当しており、レース中の警察の動きを無線で警戒している。
ハリー
ドミニクが出入りする店の店長。ドミニクが使っているという触れ込みからストリートレーサーがこぞって店に買いに来て繁盛していることからドミニクには頭が上がらない。
タナー巡査部長
ブライアンの上司。ドミニクを犯人と決めつけ早急に逮捕しようとする。
ビルキンス捜査官
FBI捜査官。ブライアンを潜入させたがまったく信用せず、ブライアンからの情報を待たずに勝手にジョニー一味を逮捕した挙げ句、空振りに終わった責任をブライアンに押し付ける。
ジョニー・トラン
搭乗車種：S2000
ドミニクと縄張り争いをする中国系ギャング。冷酷な性格で、自分たちのシマに間違って入ってきてしまったブライアンの車をマシンガンで破壊したほか、エンジンを売った男にエンジンオイルを飲ませる拷問を行なっている。DVDプレーヤー窃盗の容疑を掛けられて1度逮捕されるが、正規に買ったものとわかり容疑は銃の不法所持とスピード違反のみで釈放される。しかし、家族の前で逮捕される屈辱を味わったことからドミニクが垂れ込んだと思い、復讐に出るが最終的にブライアンに射殺される。
ランス・グエン
ジョニー・トランの従弟。常にジョニーと行動を共にし、終盤の復讐にもグループ内で唯一付き合う。そのことが裏目に出て、最終的にはバイクでブライアンのスープラを追走中にドムのチャージャーにぶつけられ大転倒してしまう。その後の安否は不明。

## キャスト
| 役名                     | 俳優                       | 日本語吹替                            | 日本語吹替                          | 日本語吹替    |
| 役名                     | 俳優                       | ソフト版                              | テレビ朝日版                        | ザ・シネマ版  |
| ------------------------ | -------------------------- | ------------------------------------- | ----------------------------------- | ------------- |
| ブライアン・オコナー     | ポール・ウォーカー         | 森川智之                              | 堀内賢雄                            | 高橋広樹      |
| ドミニク・トレット       | ヴィン・ディーゼル         | 内田直哉                              | 菅田俊                              | 楠大典        |
| レティ・オルティス       | ミシェル・ロドリゲス       | 喜田あゆ美                            | 高山みなみ                          | 甲斐田裕子    |
| ミア・トレット           | ジョーダナ・ブリュースター | 幸田夏穂                              | 井上喜久子                          | 園崎未恵      |
| ジョニー・トラン         | リック・ユーン             | 中田和宏                              | 池田秀一                            | 鈴村健一      |
| ジェシー                 | チャド・リンドバーグ       | 青木誠                                | 鳥海勝美                            | 石毛翔弥      |
| レオン                   | ジョニー・ストロング       | 樫井笙人                              | 桐本琢也                            | 村井雄治      |
| ヴィンス                 | マット・シュルツ           | 落合弘治                              | 西凜太朗                            | 相沢まさき    |
| タナー巡査部長           | テッド・レヴィン           | 稲葉実                                | 金尾哲夫                            | 魚建          |
| エドウィン               | ジャ・ルール               | 高木渉                                | 三宅健太                            | 櫻井トオル    |
| ハリー                   | ヴィト・ルギニス           | 西村知道                              | 岡和男                              | 山口恵        |
| エージェント・ビルキンス | トム・バリー               | 宝亀克寿                              | 藤本譲                              | 辻親八        |
| ミューズ                 | スタントン・ラトレッジ     | 小野健一                              | 田中正彦                            | 岡本幸輔      |
| ヘクター                 | ノエル・グーリーエミー     | 天田益男                              | 斎藤志郎                            | 山田浩貴      |
| テッド                   | ボー・ホールデン           | 大川透                                | 木村雅史                            | 佐々木祐介    |
| ランス・グエン           | レジー・リー               | 清水敏孝                              | 室園丈裕                            | 白石兼斗      |
| ラスタの男               | デヴィッド・ダグラス       | 桐本琢也                              | 二又一成                            |               |
| モニカ                   | モニカ・タマヨ             | 斎藤恵理                              | 恒松あゆみ                          | 河村梨恵      |
| エドウィンの女           | タミー・モニカ・ゲガミアン |                                       | 込山順子                            | 杏寺円花      |
| カミーユ                 |                            | あらいしずか                          | 七緒はるひ                          | 百冨芽衣      |
| その他                   |                            | 高森奈緒 山門久美 木村雅史 前田ゆきえ | 根津貴行 奈良徹 ヤスヒロ 堀越省之助 |               |
| 日本語版制作スタッフ     |                            |                                       |                                     |               |
| 演出                     |                            | 伊達康将                              | 鍛治谷功                            | 宇出喜美      |
| 翻訳                     | 戸田奈津子（字幕）         | 岩佐幸子                              | 松崎広幸                            | 松崎広幸      |
| 調整                     |                            | オムニバス・ジャパン                  | 長井利親                            |               |
| 効果                     |                            |                                       | リレーション                        |               |
| 制作                     |                            | 東北新社                              | ブロードメディア・スタジオ          | 東北新社      |
| プロデューサー           |                            |                                       |                                     | 井伊直子      |
| 初回放送                 |                            |                                       | 2005年10月23日 『日曜洋画劇場』     | 2024年1月28日 |

ザ・シネマ版は主要キャラクターの声優陣に『ワイルド・スピード MAX』以降の劇場公開版と同じキャストを起用している。

## 劇中に登場する主な車種

### 日本車
トヨタ

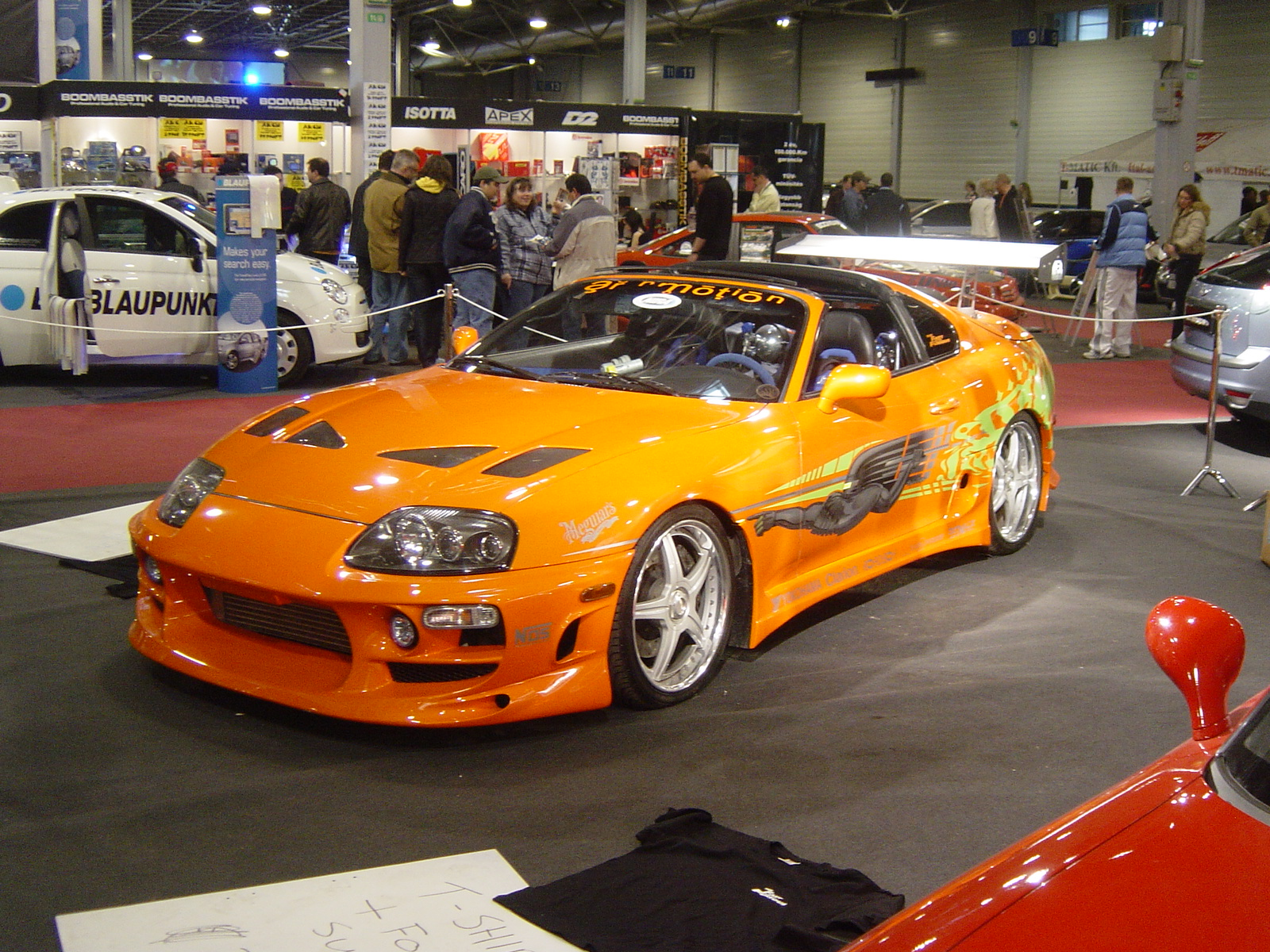
ブライアンのスープラ

- トヨタ・スープラ(JZA80)（1994年式 タルガトップ仕様） - オレンジメタリック。ドラッグレースに負けたブライアンがドミニクに譲るつもりだった三菱エクリプスが後述するようにジョニー・トランのグループに爆破されたため、代わりに用意したスクラップ同然だった車。スクラップ時はNAエンジンだったが、ターボ化、ドミニクの工場で修理しさまざまなチューニングパーツを日本から取寄せ、完成させたブライアンのセカンドカー。
完成させた直後に試乗し、ストリートでフェラーリF355GTSを負かすパフォーマンスをみせる。終盤で活躍したが、最終的に逃走するドミニクに渡し、借りを返した。
エアロパーツはフロント・サイド・リアアンダーBOMEX製、ボンネットはTRDのものであり、リアウィングはAPR Performance製アルミウィング。映画のテクニカルアドバイザーであり、劇中のレース・ウォーのスターターも務めたクレイグ・リーバーマン所有の車両がモデル。北米では2代目にあたる60型セリカXXは冒頭のストリートレースにて警察から逃走するシーンで白の個体が登場
- トヨタ・パセオ
- トヨタ・MR2 (SW20)−レッド。冒頭のストリートレースにて警察から逃走するシーンで一瞬登場している。
- トヨタ・セリカ (ZZT231)−レッド
- レクサス・GS - 白又は黒
- レクサス・SC  - 黒又は赤。いずれもレースウォーで登場

日産
- スカイラインGT-R(BCNR33)（1995年式） - イエロー、レオンの車両。米国MOTOREX社が並行輸入していた個人車両がモデル。米国So-Cal社の手により、NOSシステムを搭載。
- 日産・240SX(S14)（1997年式） - ピンクパープル、レティの車両。ViS Racing製 Stalkerタイプボディキット及び、AVS・モデル5を装着。
- 日産・マキシマ(A32北米向け)（1999年式） - ブルー、ヴィンスの車両。ボルテック製スーパーチャージャー及びNOSシステム搭載。STILLEN社製ボディキットを装着。
クレイグ・リーバーマンの妻、ジェニファー・リーバーマンの愛車であり、7万5000ドルをかけてカスタム及びチューニングされた車両。

ホンダ

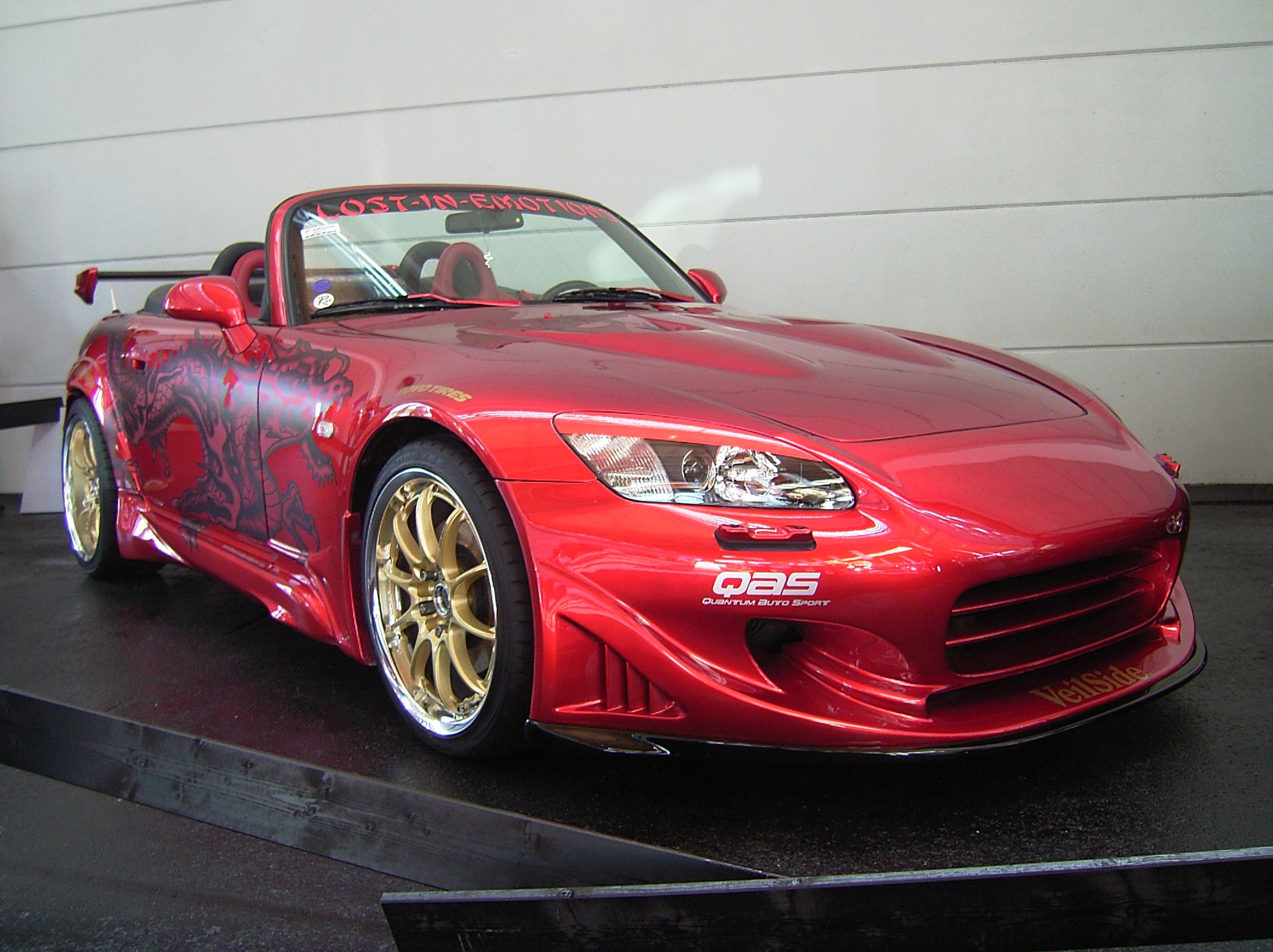
Veilside製ボディキットを装着したS2000

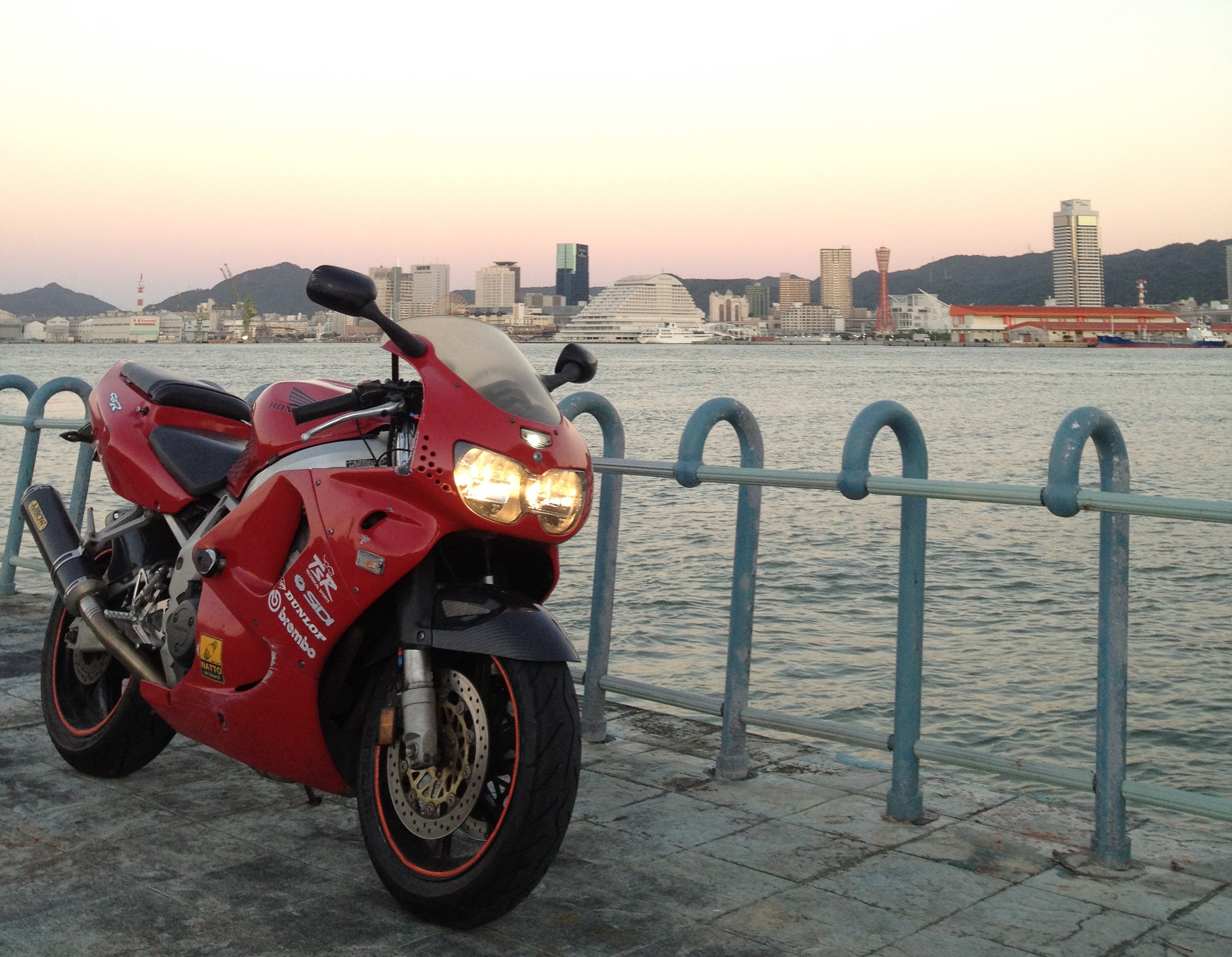
CBR900RR

- アキュラ・インテグラ(DB8) - ターコイズの4ドアモデル、ViS Racing製ボディキット装着（日本仕様フロントに換装）がミアの車両。
2ドアモデル(DC2)‐レッド。モモコルセ仕様のグラフィックがエドウィンの車両。エドウィンの車両はビル・コフィー所有の個人車両がモデル。
- ホンダ・S2000 - ブラック、Veilside製ボディキット。ジョニー・トランの車両。米国のパーツメーカー、RO_JA社代表のRJ・デヴェラ所有の同車がモデル。
- ホンダ・シビッククーペ (EJ1)- ブラック、ViS Racing製GT Bomberタイプボディキット及び、Streetglow製アンダーグロー装着。ドミニク一味がトレーラージャックに使用。ターボチューンが施されている。3台登場し物語中盤のその内、レティの車はトレーラーの体当たりを受け横転、ドミニクの車はエンジンをショットガンで銃撃され走行不能になる。
  - ホワイトボディにViS Racingのグラフィックを施し、同社製Xtreme GTタイプボディキットを装着した車両はRJ・デヴェラが序盤のストリートレースで所有。車内にPS2が搭載され、ストリートレース開始前にグランツーリスモをプレイしている（使用している車種は三菱・GTO）。
- ホンダ・シビック(EG6) - ゴールド、Veilside製ボディキット装着、ヘクターの車両。モデルになった個人車両はD2仕様のグラフィックを施しており、Revell社製のミニカーなどではそのカラーリングが再現されている。
- ホンダ・アコードワゴン(CE1) - オレンジメタリック、Wings West製ボディキット。冒頭のストリートレース及びレースウォーで登場。ボンネットが取り払われ、ターボ化したエンジンが常に見え、またハイドロ装着であることも劇中での車高調整から確認できる。
- ホンダ・CR-X - 2代目（シルバー）がレース・ウォーのシーンでドミニクのトレーラーハウスの近くに止めてあった。他にも青等の個体も登場。3代目デルソル（ホワイト。ハイドロ装着のEK9フェイス仕様）は序盤のレースで登場。
- ホンダ・CBR900RR - （1996-1997年式）レッド。序盤でジョニー・トランが乗っていたバイク。
- ホンダ・CR125R （1995〜1997年式のいずれか） - レッド。終盤でランスが乗っていたバイク。当初はジョニーの終盤に乗るバイクと同じカワサキ・KLR650の色違い車両で走行していたが、ジョニーのバイクに比べてより大きなジャンプをするスタントライディングがあるので、走行シーンの途中から車種が変更されている。KLR650と違和感なくシーンが繋がるように、フロントサスペンションが純正の倒立式フォークからKLR650と同じ正立式に変更されている。なお本来は2ストロークだがエンジン音もKLR650と同じ4ストロークの効果音が使用されている。

マツダ
- マツダ・RX-7(FD3S)（1993年式） - レッド、ドミニクの車両。出番は主に序盤で、その後はドミニクの家のガレージにてダッヂ・チャージャーを見ている時、レースウォーの時に見ることができる。エンジン音はロータリーではなく2JZのエンジン音になっている。Veilside製C2タイプボディキット及び、RE雨宮製スリークライトを装着。ApexUSA社員のキース・イモト所有の車両がモデル。他にもホワイトの別個体がレース・ウォーでレティの240SXと勝負をするがNOSで引き離され敗北する。

三菱自動車

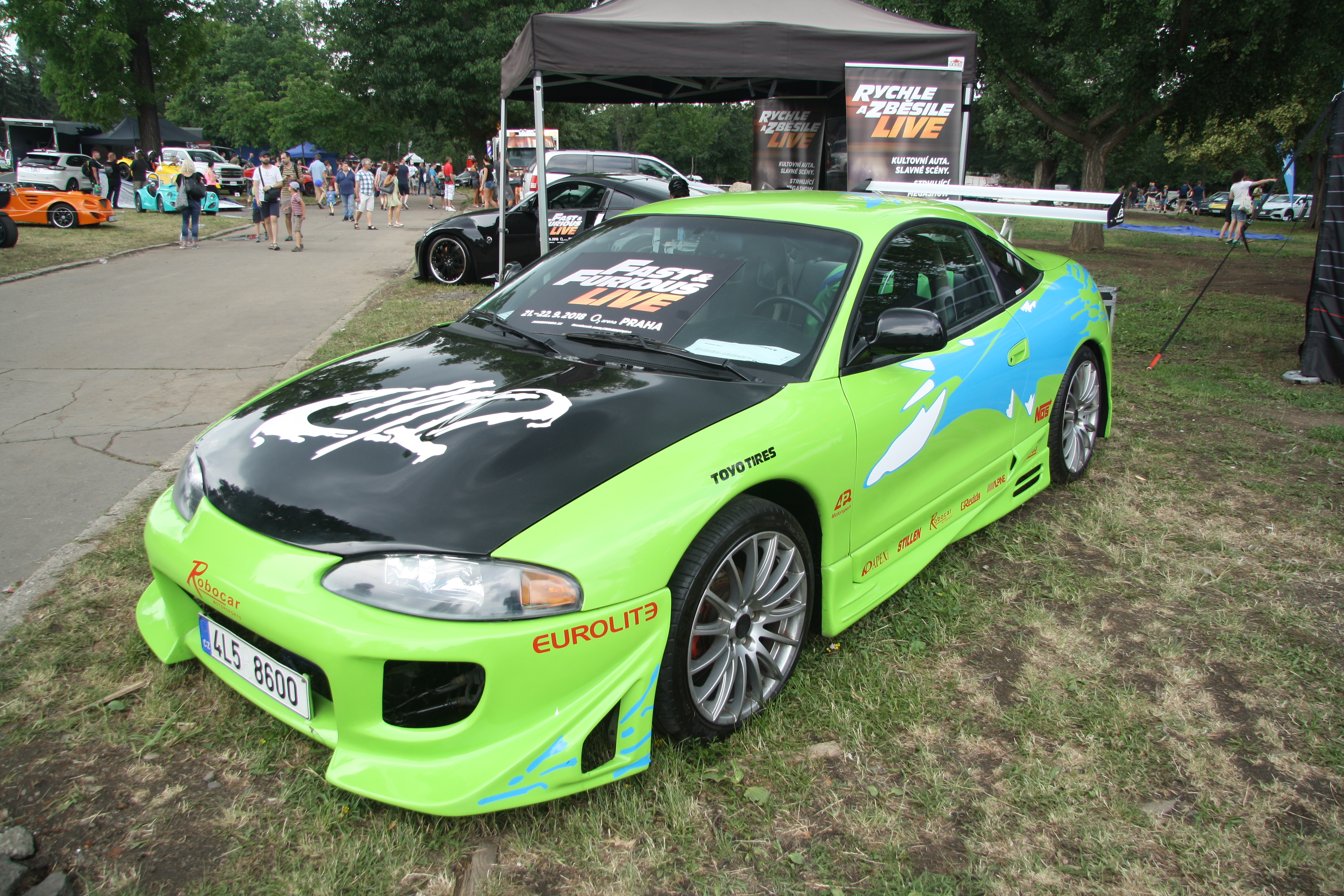
ブライアンのエクリプス

- 三菱・エクリプス（1995年式） - ネオングリーン、ブライアンの囮捜査のための車両。ViS Racing製品をベースにRobocarがカスタムしたオリジナルのボディキット及び、APR Performance製CT-IIウィングを装着。エンジン音は4G63ではなくホンダ系のエンジン音が使われている。
序盤のストリートレースでエンジンを破損し、その後トラン一味の手により銃撃され、炎がNOSのタンクに燃え移り爆発。ジョン・ラピッド所有の個人車両がモデル。他にもブラックの別個体がドミニクの修理工場に登場・

### その他
- ダッジ・チャージャー（B-body）（1969年式） - ブラック、ドミニク親子が共に改造した物で、父親がレースで事故死した後はガレージ内に置かれたままであった。
終盤でドミニクが運転し、ブライアンのスープラと最後のレース中、セミトレーラーに前からぶつかり横転。
1970年式と公開から数年後の書籍、及び続編では紹介されているが、実際は1969年式のボディをベースに1970年式のフロント周りを移植した車両。（公開当時のアメリカ車雑誌等で記述有）
- シボレー・シェベルSS（1970年式） - レッド/ブラックストライプス。エンドクレジットの後、ドミニクがバハにいるところが見られ、4作目に繋がることを彷彿とさせる。
- フォルクスワーゲン・ジェッタ(日本名ヴェント:1995年式） - ホワイト。ジェシーの車両で正確には父親の車。Wings West製ボディキットを装着。
トランのS2000とレースウォーでバトルしたのち終盤でトラン一味の銃撃でハチの巣となる。
- ジオ・メトロ(スズキ・カルタスのGM・GEOブランド仕様）-ホワイト。ピザ屋の配達車両。冒頭のストリートレースで監督のロブ・コーエンの運転により登場し、ストリートレーサーたちにより追い返される。
- フェラーリ・F355GTS（1999年式） - ブラック、本作のプロデューサーのニール.H.モリッツの車。スープラとゼロヨンを行うも敗北してしまう。
- フォード・F-150SVTライトニング（1999年式） - レッド、ハリー（会社の車-ブライアンによって運転されている）の車。
- BMW・M3 (E36)−ブラック。レースウォーの会場で一瞬だけ登場。
- ピータービルト・359 - 劇中に登場するトレーラー。
- ヤマハ・YZF-R1 （1998年式） - ブルー。序盤でランスが乗っていたバイク。
- カワサキ・KLR650 - ブラック、レッド。終盤でジョニーとランスが乗っていたバイク。ジョニーがブラック、ランスがレッド。1987年の初期モデルから映画公開時を越える2007年まで、長らく外観の大幅な変更が無かったので年式は不明。より一層スタントライディングをし易いようにフロントフェンダー前半部の切断と、ヘッドライトカバーがデュアルパーパスとしてはやや大柄な純正のクォーターフェアリング風のものから、より小型なエンデューロレーサー風のものに変更されている。ランスのものは更にリアフェンダーがモトクロッサー風の曲率が緩く小型のものに変更されている。

主人公とその仲間たちの乗る車両のバイナルグラフィックスはモータースポーツ関連用品のグラフィックデザイナーとして高名なアメリカ人、トロイ・リーとモダンイメージがデザインを手がけ、後に市販された。

## 楽曲

### エンディングテーマ
日本公開版ではDABOの『レクサスグッチ』が採用されている。

## テレビ放映
| 回数 | 放送局     | 番組名             | 放送日         | 放送時間      | 放送分数 | 平均世帯 視聴率 | 備考 |
| ---- | ---------- | ------------------ | -------------- | ------------- | -------- | --------------- | ---- |
| 1    | テレビ朝日 | 日曜洋画劇場       | 2005年10月23日 | 21:00 - 22:54 | 114分    |                 |      |
| 2    | テレビ朝日 | 日曜洋画劇場       | 2006年9月17日  | 21:00 - 22:54 | 114分    |                 |      |
| 3    | テレビ東京 | 木曜洋画劇場       | 2008年5月29日  | 21:00 - 22:54 | 114分    |                 |      |
| 4    | テレビ東京 | 午後のロードショー | 2009年10月13日 | 13:30 - 15:30 | 120分    |                 |      |
| 5    | TBS        | 水曜プレミア       | 2014年3月26日  | 21:00 - 22:54 | 114分    |                 |      |
| 6    | テレビ東京 | 午後のロードショー | 2017年3月10日  | 13:50 - 15:55 | 125分    |                 |      |
| 7    | テレビ東京 | 午後のロードショー | 2022年2月1日   | 13:40 - 15:40 | 120分    |                 |      |

## ソフト販売
2007年2月15日にHD DVD版、2009年9月18日にBlu-ray Disc版を発売。Blu-ray版は、本編の他にメイキングや未公開シーン、ミュージック・ビデオなどの特典映像を収録。

## 続編
- ワイルド・スピードX2 （2003年公開、原題: 2 Fast 2 Furious）
- ワイルド・スピードX3 TOKYO DRIFT （2006年公開、原題: The Fast and the Furious: Tokyo Drift ）
- ワイルド・スピード MAX （2009年公開、原題: Fast & Furious）
- ワイルド・スピード MEGA MAX （2011年公開、原題: Fast Five）
- ワイルド・スピード EURO MISSION （2013年公開、原題: Fast & Furious 6、別題: Furious 6）
- ワイルド・スピード SKY MISSION （2015年公開、原題: Furious 7、別題: Fast & Furious 7）
- ワイルド・スピード ICE BREAK （2017年公開、原題: The Fate of the Furious、別題: Fast & Furious 8）
- ワイルド・スピード/ジェットブレイク （2021年公開、原題: F9、別題: F9: The Fast Saga）
- ワイルド・スピード/ファイヤーブースト（2023年公開、原題: Fast X）